# Gambialoa lequesnei
Gambialoa lequesnei är en insektsart som beskrevs av Irena Dworakowska 1974. Gambialoa lequesnei ingår i släktet Gambialoa och familjen dvärgstritar. Inga underarter finns listade i Catalogue of Life.